# تغيير الصمام الأورطي
تغيير الصمام الأورطي (بالإنجليزية: Valve Surgery)‏ وهو إجراء جراحي يتم فيه استبال الصمام الأورطي المصاب وهو أحد صمامات القلب، بصمام جديد اما يكون طبيعي أو صمام آلي (ميكانيكي).

## سبب الإجراء
يتم تغيير الصمام الأورطي في حالات الضيق أو الإرتجاع وهناك نوعان من الصمامات المستخدمة لتغيير الصمام الأورطي، وهي الصمامات الطبيعية والصمامات الميكانيكية. الصمامات الميكانيكية تتكون من حلقة نسيجية للخياطة ودعامة تحتوي على شرفة واحدة أو شرفتين. وشرفات الصمامات الميكانيكية يتم تصنيعها من مواد في غاية الصلابة تحتوي على الكربون. ويزيد العمر الافتراضي للصمام الميكانيكي عن عمر المريض.

## طريقة الإجراء
يوجد حالياً طريقتان لتركيب هذه الصمامات وهي:
- تثبيت الصمام تحت فتحتي الشرايين التاجية.

- استبدال الجذر الأورطي بالكامل.

في حالة تثبيت الصمام تحت فتحتي الشرايين التاجية يتم الإبقاء على جدار الشريان الأورطي للمريض ويتم اسنئصال الصمام الأورطي فقط ثم يتم تفصيل الصمام عديم الدعامة بحيث يمكن تركيبه مكان الصمام التالف.
في حالة الاستبدال الكامل للجذر الأورطي لا يتم فقط استئصال الصمام، بل يتم استئصال كامل الجذر الأورطي. ويتم في هذه الحالة خياطة فتحتي الشريانيين التاجيين الأيمن والأيسر إلى فتحتين يتم عملهما في الصمام عديم الدعامة. وهذه الطريقة أكثر صعوبة، إلا أن الخصائص الديناميكية للصمام تكون أفضل حتى من الصمامات عديمة الدعامة التي تركب تحت فتحتي الشرايين التاجية. ولا يوجد فرق يمكن ملاحظته بالموجات الفوق صوتية على القلب بين الصمامات التي تركب بهذه الطريقة والصمامات البشرية الطبيعية.
بسبب الخصائص الديناميكية المتميزة للصمامات عديمة الدعامة فإنها تكون أقل عرضة للتدفقات الغير طبيعية التي تؤدي إلى تلف الصمامات الطبيعية التقليدية. وبالتالي فإنه من المتوقع أن تكون النتائج طويلة المدى أفضل من حالات الصمامات الطبيعية التقليدية. وبحلول العام 2007 كنا قد ركبنا أكثر من 1200 من هذه الصمامات في مركز القلب لار / بادن وبنتائج ممتازة.
جميع الصمامات التي يتم تركيبها إما لا تحتوي على معادن أو تحتوي على معادن ليس بينها الحديد. ولا يوجد أي دليل أن هذه الصمامات قد تتأثر بالمجالات المغناطيسية. وقد قام الدكتور إمانويل كانال بتأكيد ذلك من خلال دراسته للصمامات وحلقات التصليح من شركة ميدترونيك. وقد أثبت أن جميع هذه المنتجات لا تتأثر بمجال المغناطيسي قوته 3 تيسلا.

## المخاطر والمضاعفات
بالرغم من أن طول العمر الافتراضي يعتبر من المزايا الهامة، إلا أن هذه الصمامات يعيبها خطورة حدوث الجلطات. نظراً لأن الصمامات الميكانيكية لها اسطح مختلفة عن الأنسجة الطبيعية فإن الدم يميل للتخثر على هذه الصمامات مما قد يؤدي إلى تكون جلطات تمنع فتح وغلق الصمام بصورة طبيعية. وبالإضافة إلى ذلك فإن هذه الجلطات قد تنفصل عن الصمام وتصل إلى شرايين المخ مؤدية إلى انسدادها. وقد تصل كذلك إلى شرايين أخرى مثل شرايين الساق محدثة قصور في الدورة الدموية هناك.
ومن مزايا هذه الصمامات أن المريض لا يحتاج أقراص الماركومار إلا خلال الثلاثة أشهر الأولى بعد العملية. إلا أن هذه الصمامات يعيبها فقدان مرونتها واصابتها بالتكلس بمرور الوقت مما يستدعي استبدالها بعد 10 إلى 20 سنة من تركيبها.
وبالتالي فإن نوعا جديدا من الصمامات الطبيعية قد ظهر في العقد الأخير من القرن العشرين وهو الصمامات عديمة الدعامة. في هذه الصمامات يتم الإبقاء على جميع مكونات الصمام الحيواني بما فيها جدار الشريان الأورطي كوحدة واحدة، ولا يتم تثبيت الصمام في دعامة صناعية.

## وصلات إضافية
http://www.cts.usc.edu/hpg-heartvalvesurgery.html نسخة محفوظة 6 يوليو 2017 على موقع واي باك مشين.
للمزيد من المعلومات www.medtronic.de